# سرور مجازی لینوکس
سرور مجازی لینوکس (انگلیسی: Linux Virtual Server؛ مخفف LVS) یک نرم‌افزار توزیع کار است که سیستم‌های مبتنی بر هسته لینوکس را پشتیبانی می‌کند. این برنامه یه نرم‌افزار آزاد است که در مه ۱۹۹۸ آغاز گردید. مجوز آن پروانه عمومی همگانی گنو نسخه دو است. این سامانه به گستردگی توسط سیستم‌های توزیع‌شده مورد استفاده قرار می‌گیرد.

### روش پیاده سازی:
سرور مجازی لینوکس بر روی دو کامپیوتر با پیکربندی یکسان اجرا می شود: کامپیوتر اول  که روتر LVS فعال است وکامپیوتر دوم که روتر LVS پشتیبان است. 
روتر فعال سرور مجازی لینوکس دو نقش را بر عهده دارد: 
1.متعادل کردن  بار برای سرورهای حقیقی. 
2. بررسی یکپارچگی سرویس ها در هر سرور حقیقی.